# Gongrocnemis bivittata
Gongrocnemis bivittata är en insektsart som beskrevs av Brunner von Wattenwyl 1895. Gongrocnemis bivittata ingår i släktet Gongrocnemis och familjen vårtbitare.

## Underarter
Arten delas in i följande underarter:
- G. b. bivittata
- G. b. zendala